# Parco Ujazdów
Il parco Ujazdów (in polacco:  Park Ujazdowski) è un parco pubblico di Varsavia, capitale della Polonia. 

## Storia
Dal tardo medioevo l'area dell'odierno parco era occupata dal villaggio di Ujazdów, situato diversi chilometri a sud del centro storico di Varsavia. Nel 1619-1625 qui furono costruiti un palazzo e un giardino da Giovanni Battista Trevano per il re Sigismondo III Vasa.
Nel 1782 il re Stanisław August Poniatowski acquistò il villaggio e lo spostò a circa un chilometro a ovest (vicino a quello che oggi è il campus principale del Politecnico di Varsavia), mentre l'area del vecchio villaggio fu trasformata in Polo Marsowe (il Campo di Marte), una grande piazza per le parate militari. Il villaggio stesso fu ribattezzato Nowa Wieś ("Nuovo villaggio") e diede il nome all'attuale ulica Nowowiejska (Nuova strada del villaggio).
Dopo la conquista russa di Varsavia sulla scia delle guerre napoleoniche, l'area perse il suo ruolo originario e divenne sede di fiere, giostre e bancarelle all'aperto. Nel 1893, su commissione del sindaco Sokrates Starynkiewicz, architetto Franciszek Szanior fu incaricato di trasformare l'ex Campo di Marte in un parco pubblico.
Al momento della sua creazione, il parco era uno dei più moderni d'Europa. Al suo interno erano ospitati un grande stagno, fontane e un ponte in cemento armato sulla parte meridionale dello stagno, costruito dal ingegnere William Lindley. Il ponte fu la seconda costruzione realizzata con quel materiale al mondo, dopo il ponte di Viggen in Svizzera (1894). Il parco disponeva anche di illuminazione a gas e di un parco giochi per bambini. Al suo interno vennero collocate sculture ad opera di Edward Wittig, Pius Weloński e Théodore-Charles Gruyère. Dopo la seconda guerra mondiale fu aggiunto un monumento creato da Michał Kamieński e dedicato a Ignacy Jan Paderewski.
Nel 2002 il parco è stato completamente ristrutturato.